# Ernest de Saxe (1831-1847)
Pour les articles homonymes, voir Ernest de Saxe.
Le prince Ernest de Saxe (en allemand, Friedrich August Ernst Ferdinand Wilhelm Ludwig Anton Nepomuk Maria Baptist Xaver Vincenz  Prinz von Sachsen), né le 5 avril 1831 à Dresde, et mort le 12 mai 1847 à Dresde, second fils du roi Jean Ier de Saxe  et d'Amélie de Bavière, est un membre de la Maison de Wettin

## Biographie
Lorsque Ernest de Saxe naît en 1831, son père Jean n'est pas encore roi de Saxe (il le devient en 1854). Il est le frère des rois Albert et Georges de Saxe. Il est également le cousin germain de François-Joseph Ier d'Autriche. Il est grand croix de l'ordre de la Couronne de Rue.
Le prince Ernest est mort célibataire à l'âge de 16 ans. Le docteur Carl Gustav Carus, médecin de la cour de Saxe, avait diagnostiqué une forme de purpura qui aura raison de la vie du jeune prince. Il est inhumé dans la crypte royale de la cathédrale de la Sainte-Trinité de Dresde.

## Honneurs

### Décorations
- grand-croix de l'ordre de la Couronne de Rue (Saxe)